# Terroranschlag in Aqtöbe 2011
Beim Terroranschlag in Aqtöbe 2011 sprengte sich am 17. Mai 2011 ein Selbstmordattentäter im regionalen Dienstsitz des kasachischen Geheimdienstes KNB in der westkasachischen Stadt Aqtöbe in die Luft. Der Anschlag war der erste Selbstmordanschlag mit islamistischem Hintergrund in Kasachstan, wenngleich dies nicht offiziell von den Behörden bestätigt wird.

## Tathergang
Der Täter betrat um 9:30 Uhr (UTC+5) das regionale Dienstgebäude des kasachischen Geheimdienstes KNB in der Aiteke-Straße (russisch Айтеке) im Zentrum der Stadt und sprengte sich in die Luft. Die selbstgemachte Bombe hatte er sich mit einem Gürtel um den Körper geschnallt. Durch die Explosion wurde der Selbstmordattentäter getötet und drei Menschen verletzt. Eine Person wurde dadurch schwer verletzt und zwei der Verletzten trugen Wunden durch Fragmente davon.

## Ermittlungen
Die Generalstaatsanwaltschaft Kasachstans gab wenig später den Namen des Täters bekannt. Dabei handelte es sich um den 25-jährigen kasachischen Staatsbürger Rachymschan Maqatow (* 1986 in Aktubinsk; kasachisch Рахымжан Орынбасарұлы Мақатов, russisch Рахимжан Орынбасарович Махатов). Er war Verdächtiger in mehreren Ermittlungen in Fällen von organisierter Kriminalität und wollte sich laut offizieller Aussage der Behörden durch dieses Selbstmordattentat der Strafverfolgung entziehen. Am 18. Mai verhafteten die Behörden 20 Menschen, denen die Bildung und Mitgliedschaft in einer terroristischen Vereinigung vorgeworfen wurde. Andere kasachische Stellen brachten den Anschlag mit islamistischem Extremismus in der Provinz in Verbindung. Obwohl die Behörden offiziell nicht von einem terroristischen Anschlag sprachen, bestätigten sie die Mitgliedschaft von Machatow und seiner Frau in einer religiösen extremistischen Gruppe.